# Marknadsafton (film)
Marknadsafton är en svensk dramafilm från 1948 i regi av Ivar Johansson. 

## Om filmen
Filmen premiärvisades 26 december 1946 på biograf Grand i Stockholm. Den spelades in vid Sandrew-ateljéerna i Stockholm med exteriörer från Enskede, Moheda, Tingsryd och Gröna Lund i Stockholm med flera platser av Hilding Bladh. Som förlaga har man Vilhelm Mobergs radiopjäs Marknadsafton som uruppfördes i radio 1929, den trycktes följande år och har sedan dess spelats flitigt runt om i Sverige. När inspelningen påbörjades spelade Marianne Löfgren rollen som "Teresia i Hultet" men hon ersattes av Rut Holm. 1967 spelade TV-teatern pjäsen och 2007 uppfördes den som pjäs av Riksteatern.

## Roller
- Adolf Jahr - Magni, hemmansägare
- Emy Hagman - Lovisa, Magnis hushållerska
- Sigge Fürst - fjärdingsman Rapp
- Rut Holm - Teresia i Hultet
- John Ekman - Otto i Hultet, Teresias far
- Bellan Roos - Lena, kallad Träskoposten *m
- Carin Swensson - Karna, piga på Hultet
- Gösta Qvist - Jonas i Kroken
- Nils Hultgren - byskräddaren
- Victor Haak - smeden
- Anna-Lisa Baude - expediten i guldsmedsaffären
- Krister Högberg - överkonstapeln
- Lillie Wästfeldt - ena gumman som Lena pratar med
- Hjördis Gille - andra gumman som Lena pratar med
- Arthur Fischer - den "blinde" på marknaden
- Eric Gustafsson - upprörd tivolibesökare
- John W. Björling - en man på marknaden som tar en sup
- Willy Nord - eldslukaren

## Musik i filmen
- Marknadsvalsen, kompositör Charles Redland, instrumental.
- Positivmarsch, instrumental.